# Аріц Адуріс
Аріц Адуріс (ісп. Aritz Aduriz, нар. 11 лютого 1981, Сан-Себастьян) — іспанський футболіст, грав на позиції нападника.
Виступав за клуби Прімери «Атлетік Більбао», «Мальорку» та «Валенсіу», а також провів тринадцять матчів за національну збірну Іспанії.

## Клубна кар'єра
Народився 11 лютого 1981 року в місті Сан-Себастьян. Займатися футболом Адуріс розпочав у клубі «Антігуоко» (аматорський юнацький клуб із Сан-Себастьяна). 1999 року нападник уклав перший професійний контракт — з клубом «Ауррера» з міста Віторія, який в той час виступав в Сегунді Б.

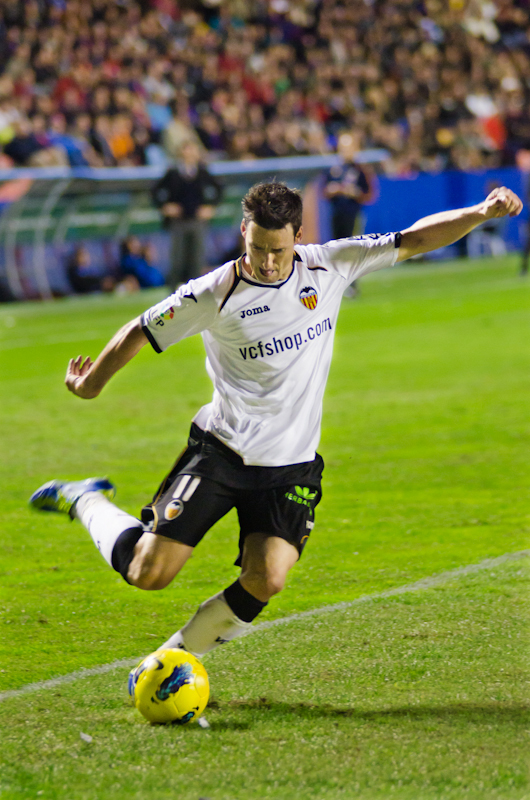
Аріц Адуріс під час виступів за «Валенсію». 6 листопада 2011 року

Незабаром на молодого форварда звернули увагу представники головного клубу Країни Басків — «Атлетіка» з Більбао і сезон 2000/01 Адуріс почав футболістом резервної команди «левів», виступаючи за «Більбао Атлетік» в тій самій Сегунді Б. Всього за другу команди нападник відіграв 3 сезони. 14 вересня 2002 року дебютував у Прімері за основну команду в матчі проти «Барселони» (0:2), проте закріпитись в її складі так і не зумів, зігравши за сезон лише у 3 матчах чемпіонату і 1 у кубку, а здебільшого продовжував грати за другу команду.
Влітку 2004 року Адуріс пішов з «Атлетіка», перейшовши в клуб Сегунди Б «Бургос». Сезон в новій команді виявився для нього успішним: 16 забитих м'ячів в 36 матчах, завдяки чому Аріца запросив клуб Сегунди «Реал Вальядолід». За півтора сезону у Вальядоліді Аріц провів 46 матчів, в яких забив 20 м'ячів
В зимове трансферне вікно сезону 2005/06 Адуріс змінив клуб: його знову запросив до себе «Атлетік». Друге пришестя в клуб з Більбао стало для футболіста куди більш вдалим, ніж перше: за два з половиною сезони Адуріс провів за «левів» 82 матчі, відзначившись 22 голами.
2008 року, після закінчення контракту з «Атлетіком», форвард перейшов в «Мальорку», підписавши з болеарським клубом чотирирічний контракт. Граючи у складі «Мальорки» здебільшого виходив на поле в основному складі команди і був одним з головних бомбардирів команди, маючи середню результативність на рівні 0,33 гола за гру першості.
Влітку 2010 року Адуріс, що став найкращим бомбардиром «Мальорки» минулого сезону, перейшов до «Валенсії». Трирічний контракт форварда обійшовся валенсійцям в 4 млн євро.
Влітку 2012 року Адуріс знову змінив клуб, підписавши — втретє за кар'єру — угоду з «Атлетіком». Відтоді встиг відіграти за клуб з Більбао 70 матчів в національному чемпіонаті.  3 листопада 2016 року у матчі групового етапу Ліги Європи УЄФА 2016—17 з белігійским клубом «Генк» Адуріс забив 5 голів, оформивши пента-трик вперше в кар'єрі та вперше в історії турніру. Матч завершився з рахунком 5:3.

## Виступи за збірні
Адуріс виступає за невизнану ФІФА та УЄФА збірну Країни Басків, в якій дебютував 8 жовтня 2006 року в грі проти збірної Каталонії, яка завершилась внічию 2:2, а Адуріс забив один з м'ячів. Наразі провів за басків 8 матчів, відзначившись 9 забитими м'ячами.
2010 року нападник вперше у своїй кар'єрі отримав виклик в національну збірну Іспанії на відбіркові матчі чемпіонату Європи проти збірних Литви та Шотландії, замінивши травмованого напередодні Фернандо Торреса. Дебютував в офіційних матчах за «червону фурію» 8 жовтня у грі проти литовців (3:1), вийшовши на заміну на 76 хвилині замість Фернандо Льоренте. Цей матч залишився єдиним для Адуріса у футболці національної збірної. 
| Дата      | Місто     | Господарі | Результат | Гості | Турнір            | Голи | Примітки |
| --------- | --------- | --------- | --------- | ----- | ----------------- | ---- | -------- |
| 8-10-2010 | Саламанка | Іспанія   | 3 – 1     | Литва | Відбір до ЧЄ 2012 | -    |          |
| Усього    |           | Матчів    | 1         |       | Голів             | 0    |          |